# ويليام روبنسون (لاعب كريكت)
ويليام روبنسون (24 نوفمبر 1863 في نيوزيلندا - 21 مارس 1928) (بالإنجليزية: William Robinson)‏ هو لاعب كريكت نيوزلندي. لعب مع فريق أوكلاند للكريكت ‏.

## وصلات خارجية
- ويليام روبنسون (لاعب كريكت) على موقع إي آس بي آن كريك إنفو (الإنجليزية)